# Hedwig Heyl

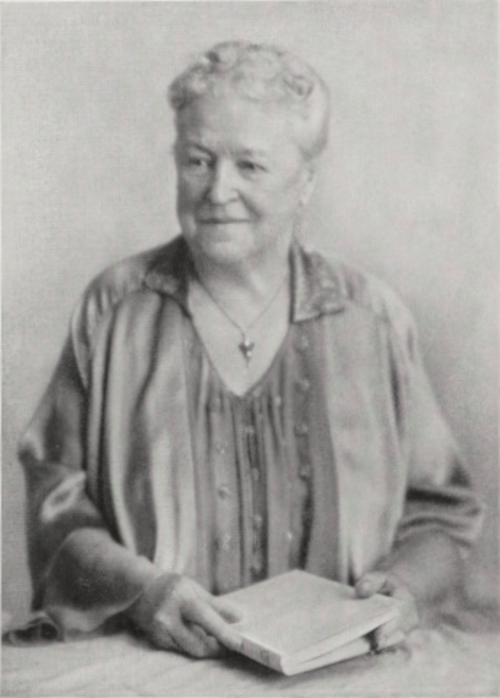
Hedwig Heyl vor 1930

Hedwig Heyl (geborene Crüsemann; * 5. Mai 1850 in Bremen; † 23. Januar 1934 in Berlin) war eine deutsche Frauenrechtlerin, Unternehmerin, Sozialpolitikerin und Gründerin sozialer Einrichtungen.

## Biografie

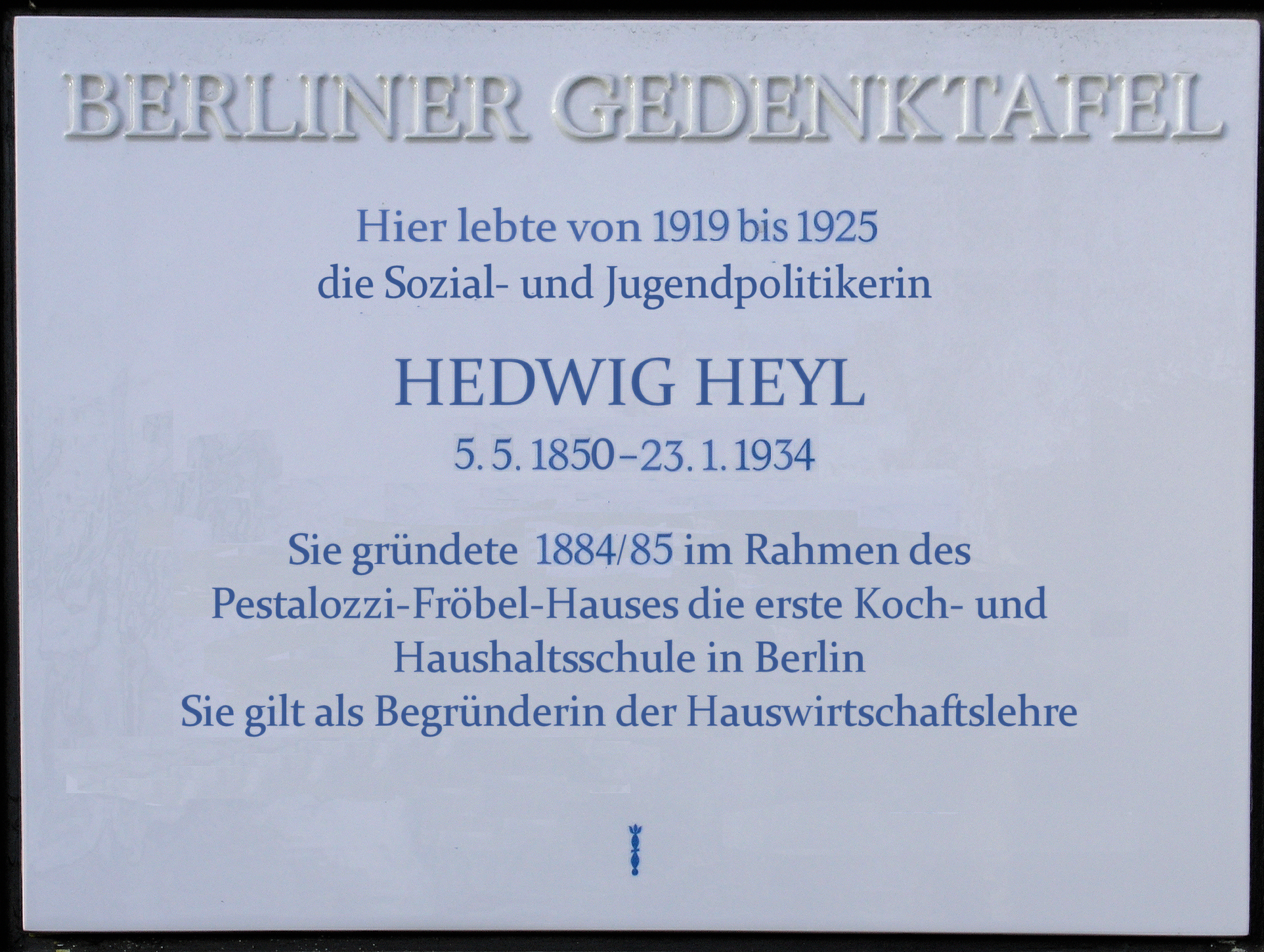
Berliner Gedenktafel am Haus Ulmenallee 30, in Berlin-Westend

Heyl war die Tochter des Großkaufmanns Eduard Crüsemann, Mitbegründer des Norddeutschen Lloyds. Die 18-jährige Hedwig wurde im Januar 1869 die Gattin des Charlottenburger Farbenfabrikanten Georg Heyl (1840–1889), mit dem sie fünf Kinder hatte. Die erste von ihr ins Leben gerufene soziale Einrichtung war ein Kindergarten für die Mitarbeiterkinder in der eigenen Fabrik. 1884 gründete sie schließlich die erste Koch- und Haushaltungsschule für Frauen, 1890 die erste Gartenbauschule für Frauen in Berlin-Marienfelde. Sie gehörte 1904 außerdem zu den Mitorganisatorinnen des Internationalen Frauenkongresses in Berlin und der Internationale Volkskunstausstellung 1908. Heyl war zudem 1905 ein Gründungsmitglied des Lyceum-Club Berlins, des ersten internationalen Frauenclubs in Deutschland mit einem Partnerclub in London. 1915 gehörte sie zu den Gründungsmitgliedern des Deutschen Hausfrauen-Bundes.
Der Höhepunkt in Heyls Leben war 1912 die Organisation der Ausstellung Die Frau in Haus und Beruf auf dem Ausstellungsgelände am Zoologischen Garten, bei dem alle Bereiche der weiblichen Berufsarbeit präsentiert wurden. 1920 wurde sie mit dem Doktor honoris causa für ihre Verdienste um die Ernährungswissenschaft geehrt. Noch im Alter von 69 Jahren war sie als Abgeordnete der Deutschen Volkspartei in der Charlottenburger Stadtverordnetenversammlung tätig.

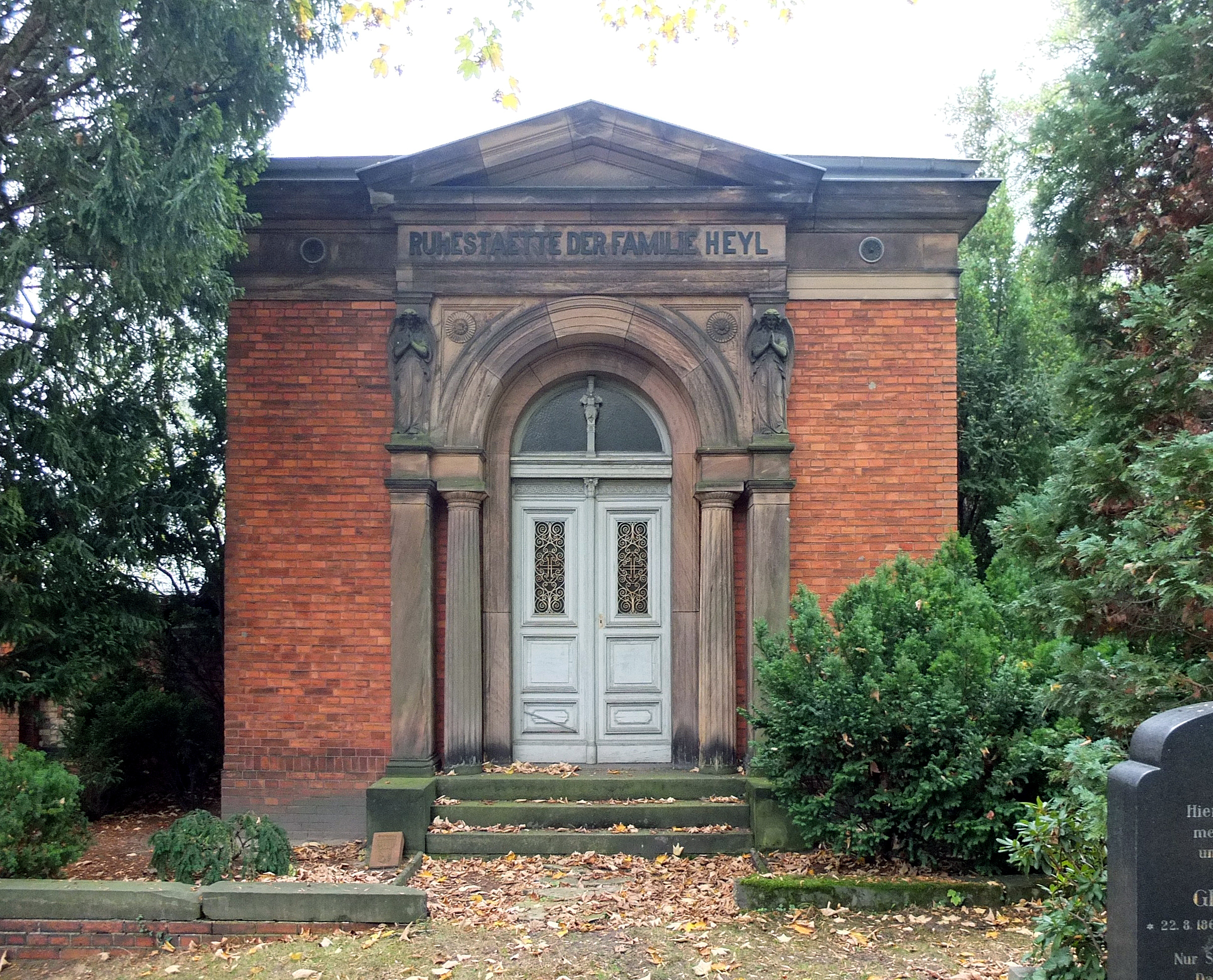
Grabstätte

Sie ist auf dem Luisenfriedhof II bestattet. Ihr Grab war von 1952 bis 2014 als Ehrengrab der Stadt Berlin gewidmet.

## Politische Position
Heyl lässt sich der gemäßigten bürgerlichen Frauenbewegung zuordnen. Politisch stand sie dem linken Flügel der Nationalliberalen nahe. Zwischen 1910 und 1920 war sie Vorsitzende des Frauenbundes der Deutschen Kolonialgesellschaft (ein Zweig der Deutschen Kolonialgesellschaft), der unter ihrer Leitung die „Verkafferung“ der deutschen Kolonialelite zu verhindern suchte und sogenannte Mischehen zwischen Deutschen und Einheimischen in den Kolonien bekämpfte. Hedwig Heyl, die klar rassistische Positionen vertrat, betrachtete es als ihre wichtigste Aufgabe „Frauen für die Kolonisten auszusuchen, Siedlungen durch Ehen zu befestigen und überhaupt geeignetes Mädchenmaterial zu verschicken.“
1933 zeigte sie sich begeistert von Adolf Hitler.

## Ehrungen
- 1920 wurde ihr die Ehrendoktorwürde der Universität Berlin verliehen.
- Seit 1995 erinnerte eine inzwischen abgenommene Gedenktafel an ihrem ehemaligen Wohnhaus im Berliner Ortsteil Westend an sie.
- Eine weitere Gedenktafel befindet sich im Ortsteil Schöneberg.
- Mehrere Hedwig-Heyl-Straßen, etwa in Bremen-Schwachhausen
- Bis 1999 trugen die Berufsbildenden Schulen Berta Jourdan in Frankfurt am Main und die Alice-Salomon-Schule, Berufsbildende Schule für Gesundheit und Soziales in Hannover, ihren Namen.
- In Oldenburg wird Hedwig Heyl als Namensgeberin einer Straße wieder gestrichen.[3]

## Werke
- Die Krankenkost. Carl Habel, Berlin 1889 (archive.org).
- Das ABC der Küche. Carl Habel, Berlin 1897 (archive.org).
- Volks-Kochbuch für Schule, Fortbildungsschule und Haus. Neu-Babelsberg, 1905 (online verfügbar im Project Gutenberg).
- Diverse Beiträge in Kolonie und Heimat. Vereinsblatt des Frauenbundes der Deutschen Kolonialgesellschaft.
- Kleines Kriegskochbuch. Carl Habel, Berlin 1914, urn:nbn:de:bvb:12-bsb11125191-7 (in den Auflagen ab 1915 Kriegskochbuch).
- Bratbüchlein für Rost- und Pfannengerichte zum Braten auf der ges. gesch. Rostpfanne »OBU«. Verlag W. Aletter, Berlin-Steglitz, Januar 1917.
- Aus meinem Leben. Schwetschke, Berlin 1925.
- Hauswirtschaft – Dünnhaupts Studien- und Berufsführer. Band 18, C. Dünnhaupt, Dessau 1927.
- Diätküche. Carl Habel, Berlin 1929.